# Уибо (окръг)
Окръг Уибо (на английски: Wibaux County) е окръг в щата Монтана, Съединени американски щати. Площта му е 2305 km², а населението - 1020 души (2017). Административен център е град Уибо.